# Municipio de Blooming Grove (Pensilvania)
El municipio de Blooming Grove (en inglés: Blooming Grove Township) es un municipio ubicado en el condado de Pike en el estado estadounidense de Pensilvania. En el año 2000 tenía una población de 3.621 habitantes y una densidad poblacional de 18 personas por km².

## Geografía
El municipio de Blooming Grove se encuentra ubicado en las coordenadas 41°22′36″N 74°59′58″O / 41.37667, -74.99944.

## Demografía
Según la Oficina del Censo en 2000 los ingresos medios por hogar en la localidad eran de $42,386 y los ingresos medios por familia eran $46,250. Los hombres tenían unos ingresos medios de $31,941 frente a los $28,333 para las mujeres. La renta per cápita para la localidad era de $20,920. Alrededor del 8,6% de la población estaban por debajo del umbral de pobreza.